# Circuit de Navarre
Le circuit de Navarre est un circuit de sports mécaniques situé à Los Arcos, dans la Communauté forale de Navarre dans le Nord de l'Espagne.

## Historique

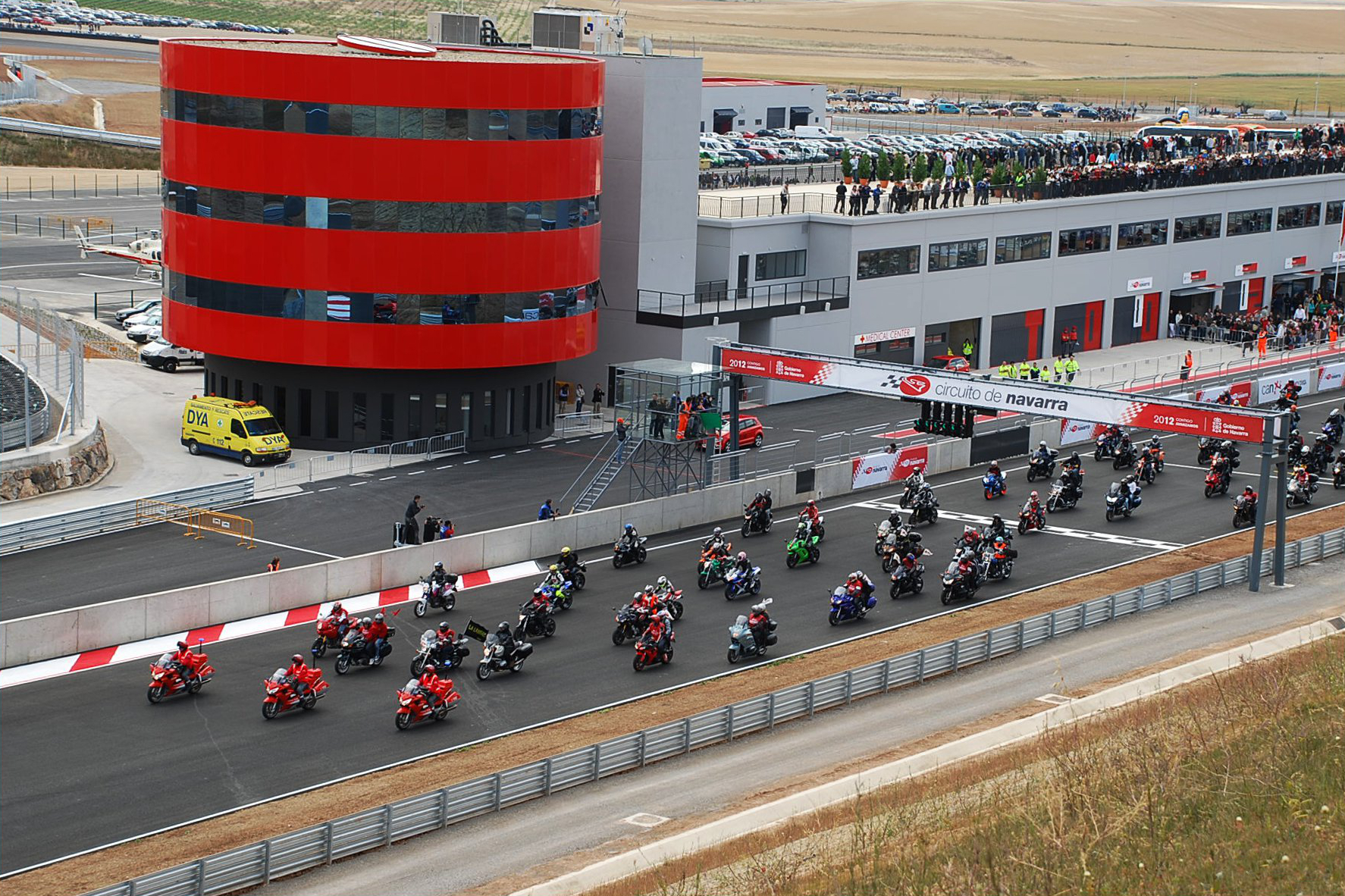
La tour de contrôle.
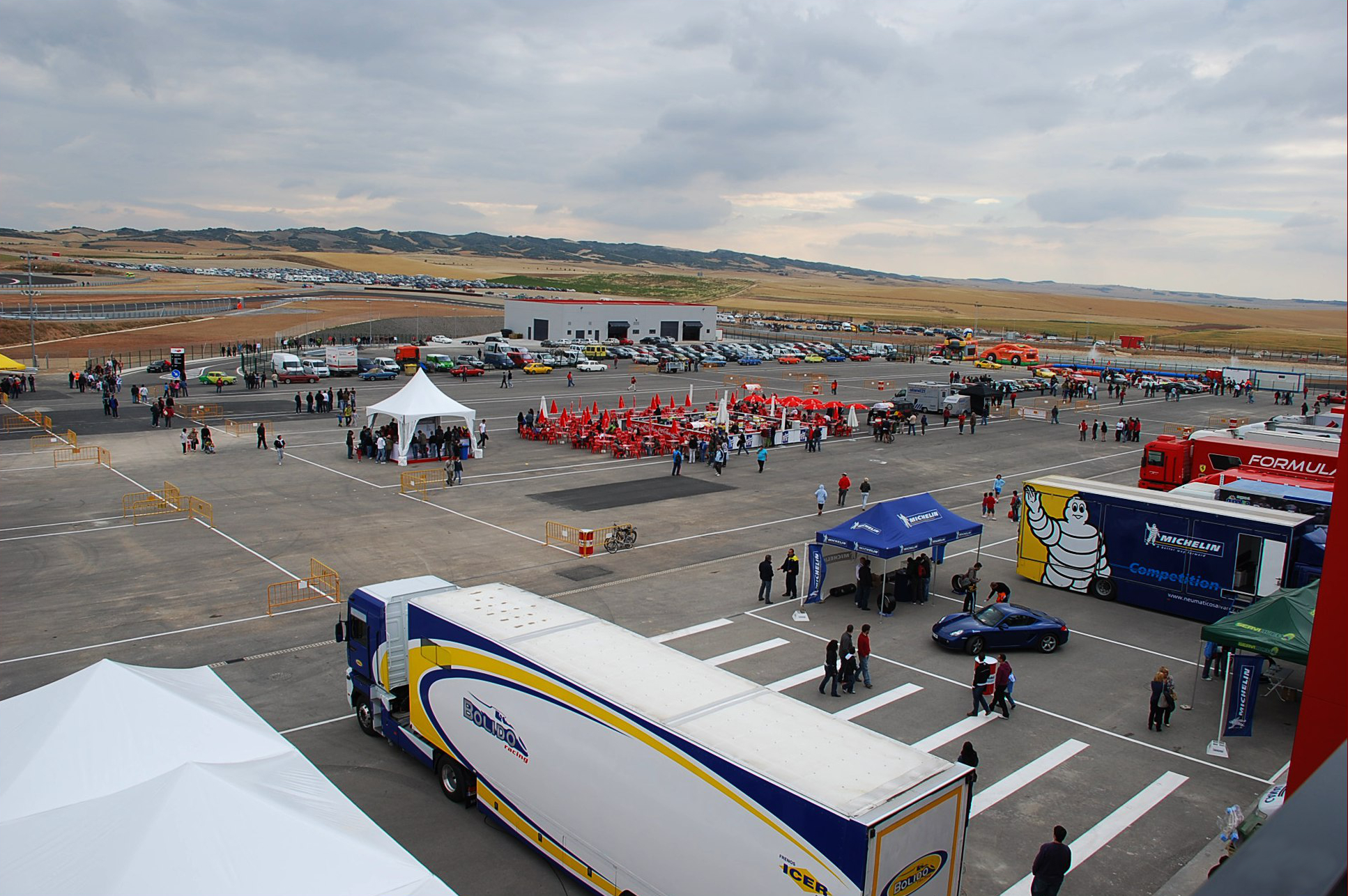
Le Paddock.